# Alberta Cox
Alberta Lee Cox (7 agosto 1931 – 23 marzo 2015) è stata una cestista e allenatrice di pallacanestro statunitense.

## Carriera
Attiva per 20 anni nella AAU, disputò due Campionati del mondo (1957, 1964) con gli Stati Uniti, vincendo la medaglia d'oro nel 1957.
Dopo il ritirò allenò la squadra nazionale, disputando altri due Campionati del mondo (1967, 1971) e i Giochi panamericani di Winnipeg 1967, dove conquistò la medaglia d'argento.